# Sigrid & Marina
Sigrid & Marina são um duo vocal da Áustria, que desempenham na faixa da música popular (schlager), Volksmusik e Volkstümliche Musik. As irmãs, Sigrid (nascida em 9 de abril de 1981) e Marina Hutterer (nascida em 12 de agosto de 1984), vem de Gmunden em Salzkammergut, Alta Áustria 

## Carreira
Em 1998, a dupla entrou em uma competição de talentos, com seu primeiro single a ter lugar no ano seguinte. Elas mais tarde apareceram na emissora ORF, a emissora nacional de radiodifusão pública na Áustria. Em 2000 elas lançaram mais um single Das Lied, das der Sommer singt (A canção que o verão canta) , em seguida, em 2001 Bald kommt ein neuer Tag (Logo vem um novo dia). No mesmo ano, as irmãs mais tarde atuaram pela Áustria, no Grand Prix der Volksmusik 2001 (Grand Prix de Música Folk) em âmbito regional alcançando o 5º lugar com seu novo lançamento de canção. Em 2002, Sigrid & Marina alcançou o 2º lugar na lista dos mais vendidos do ano na Mitteldeutscher Rundfunk (MDR) - Central German Broadcasting com Wir hab'n die Buam. Em 2004 elas lançaram seu primeiro álbum Mein Herz sehnt sich so sehr nach Liebe (Meu coração anseia tanto por amor).
Sigrid & Marina participaram uma segunda vez no Grand Prix der Volksmusik, atingindo 6º lugar na pré-seleção austríaca com a música Träume sterben nie (Os sonhos nunca morrem). Um ano depois, elas entraram novamente, alcançando o 5º lugar na pré-seleção austríaca com o título, Genießen wir das Leben (Vamos aproveitar a vida).
Em 2007, juntamente com outro grupo de música austríaca "Zillertaler Haderlumpen", Sigrid & Marina ganharam o Grand Prix der Volksmusik 2007 cantando Alles hat zwei Seiten (Tudo tem dois lados) . A dupla aprendeu a tocar guitarra e teclado antes do início da sua carreira, da qual elas comemoraram seu aniversário de 15 anos em 2013.
As irmãs têm feito desde então vários espectáculos, incluindo um concerto ao ar livre, o Hansi Hinterseer ao ar livre de 2010 cantando  Zwei Senoritas (Duas Señoritas) que foi lançada em 2010 no álbum 'Ihre grossen Erfolge & 5 neue Titel'. Elas também têm interpretado no programa de entretenimento popular, Musikantenstadl. As músicas executadas incluem Edelweiss do musical The Sound of Music e Mariandl composta por Hans Lang. A música em si, que também tem sido interpretada por Petula Clark e Jimmy Young em sua versão na língua inglêsa.

## Discografia
- 2004 - Mein Herz sehnt sich so sehr nach Liebe (Meu coração anseia tanto por amor)
- 2005 - Für ein Dankeschön ist es nie zu spät (Para um agradecimento nunca é tarde demais)
- 2006 - Träume sterben nie (Os sonhos nunca morrem)
- 2007 - Alles hat 2 Seiten – Doppel-CD mit den Zillertaler Haderlumpen (AT: )
- 2007 - Leben heißt lieben (A vida é amor) (AT: )
- 2008 - Einfach glücklich sein (Basta ser feliz) (AT: )
- 2009 - Stille Zeit
- 2009 - Heimatgefühle auch als Deluxe-Version mit DVD (AT: )
- 2010 - Ihre grossen Erfolge & 5 neue Titel
- 2011 - Von Herzen
- 2011 - Lieder sind wie Freunde
- 2012 - Herzlichst
- 2012 - Heimatgefühle Folge 2
- 2013 - Das Beste aus Heimatgefühle (AT: )
- 2014 - Ein Hallo mit Musik
- 2014 - Das Beste – 20 große Erfolge
- 2014 - Heimatgefühle zur Weihnachtszeit
- 2015 - Lust am Leben
- 2016 - Von Herzen (AT: )
- 2017 - Heimatgefühle Folge 3
- 2018 - Das größte Glück - 20 Jahre Jubiläum
- 2019 - Halleluja der Berge
- 2020 - A Weihnacht wie's früher war
- 2022 - Volle Lust und volles G'fühl
- 2023 - Zum Jubiläum das Beste (cd duplo)